# Eclissi lunare

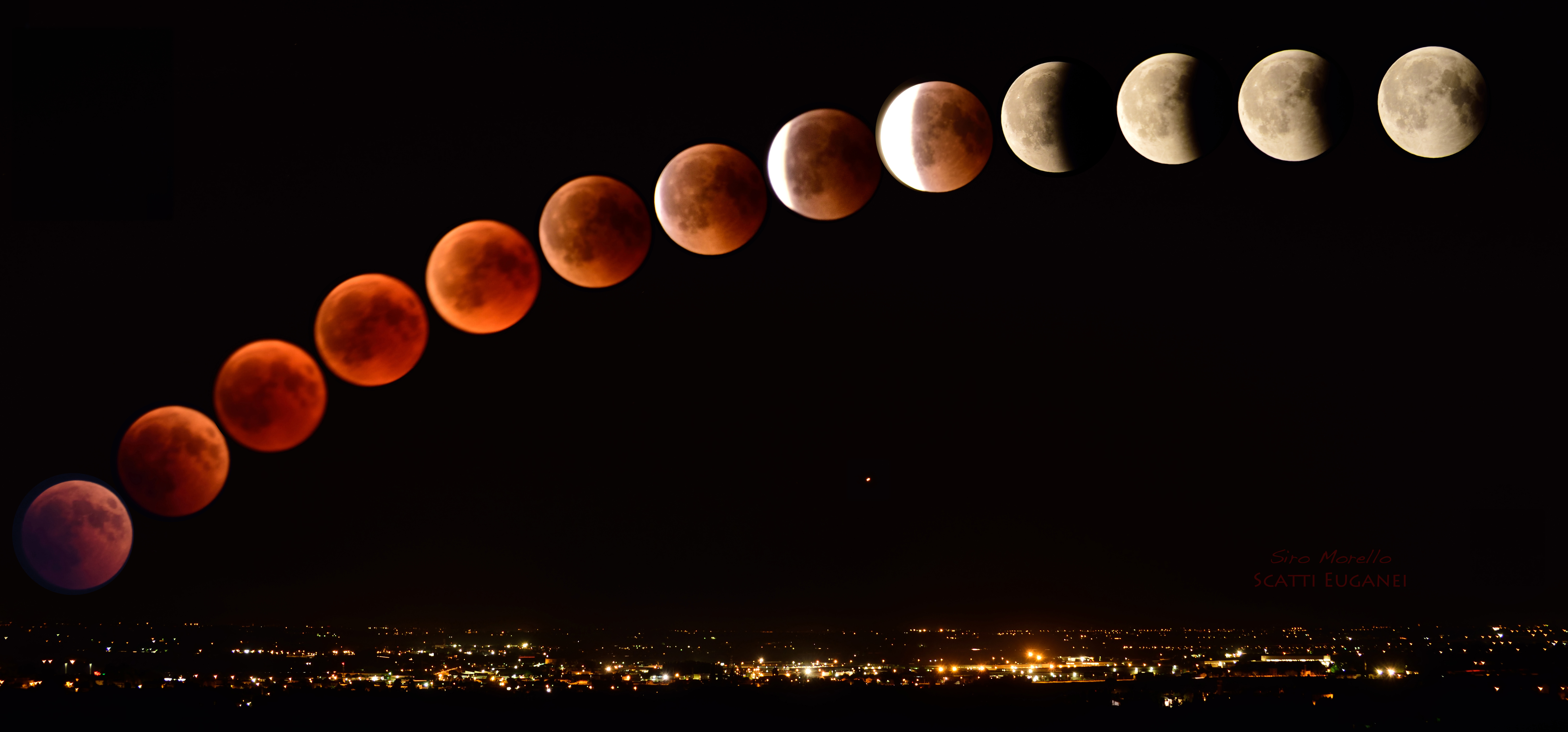
L'eclissi del 27 luglio 2018 vista dai Vegri del Monte Cecilia (Colli Euganei).

Descrizione grafica di una eclissi di Luna

Un'eclissi lunare è un noto fenomeno ottico-astronomico, solitamente associato al sistema "Sole-Terra-Luna", durante il quale l'ombra della Terra oscura del tutto o parzialmente la Luna quando quest'ultima è illuminata dal Sole e interseca l'asse nodale, in fase di plenilunio.
A causa delle reciproche distanze fra il Sole, la Luna e la Terra l'ombra che si introduce per interposizione di quest'ultimo corpo, è di forma conica. Nelle eclissi lunari il cono d'ombra proiettato dalla Terra è sempre molto più ampio della Luna, ed è accompagnato da un cono più ampio, detto cono di penombra, nel quale solo una parte dei raggi del Sole viene intercettata dalla Terra.
Si possono avere perciò vari tipi di eclissi di Luna, a seconda che la Luna entri totalmente (eclissi totale) o parzialmente (eclissi parziale) nel cono d'ombra, totalmente o parzialmente nel cono di penombra (eclissi penombrale).

## Eclissi lunare totale
Un'eclissi lunare totale si verifica quando la Luna transita completamente attraverso l'ombra della Terra.
La Luna attraversa prima la penombra, poi l'ombra e infine, dopo esserne uscita, interessa di nuovo la fascia penombrale. A causa degli effetti di colorazione rossastra che assume con la rifrazione dei raggi solari attraversanti l'atmosfera terrestre e per l'oscuramento parziale prima dell'entrata in ombra e durante l'uscita, è il tipo di eclissi lunare più osservata. Presenta sempre una grandezza (magnitudo in latino) del 100% o superiore, sia sotto sia sopra l'eclittica. Un'eclissi lunare totale è totale per tutti i luoghi interessati (con l'eccezione dei punti di transizione).
La penultima eclissi lunare totale è avvenuta il 21 gennaio 2019 alle ore 05:12 (massima oscurità) e l'ultima è stata il 16 maggio 2022 alle ore 04:11 (massima oscurità), mentre la prossima visibile totale in Italia sarà quella del 31 dicembre 2028; inoltre, l'eclissi lunare del 27 luglio 2018 è stata la più lunga del secolo, avendo raggiunto una durata massima di 1 ora e 43 minuti.

### Alcune particolarità geometriche e fisiche dell'ombra
È noto e dimostrato da tempo che lo schiacciamento polare della Terra farà diminuire il valore della parallasse della Luna ma la farà aumentare per la presenza dell'atmosfera. Dei due effetti il più notevole è il secondo il quale è il maggiore responsabile delle incertezze insite nel definire, all'interno delle previsioni, le migliori stime dell'ampiezza dell'ombra. Riferito in termini più tecnici e come regola mnemonica per gli studiosi di previsioni, lo schiacciamento terrestre diminuisce di {\displaystyle {\frac {1}{500}}} la parallasse della Luna alla latitudine media terrestre di 45°, mentre l'atmosfera incrementa di {\displaystyle {\frac {1}{50}}} il raggio del cono d'ombra della Terra. Una volta calcolato l'angolo di apertura del cono d'ombra esso dovrebbe essere perciò aumentato di una quantità pari a {\displaystyle {\frac {51}{50}}} ovvero del 2% per fornire una previsione più aderente alla realtà. Quella poco fa descritta è considerata la regola tradizionale ma esistono altre regole come quella adottata dalla redazione scientifica della Connaissance des Temps, detta brevemente la francese. Secondo il matematico Jean Meeus (e altri autori), calcolando con la regola francese, il metodo tradizionale fornisce valori in eccesso di 0,005 nella magnitudine delle eclissi d'ombra e di 0,026 per le eclissi di penombra. Di solito i programmi di calcolo più recenti e perfezionati lasciano libertà di scelta del valore correttivo da usare; questa particolarità rende in parte ragione delle differenze riscontrabili fra le varie previsioni prodotte.
Sono molti i lavori di ricerca che hanno come tema le reali dimensioni e forma del cono d'ombra e questa è in pratica l'unica scientificità che attualmente rivestono le eclissi lunari presso l'astronomia professionale.

### Importanza scientifica attuale
Oltre all'importanza che la ricerca scientifica ufficiale riserva alle eclissi di Luna e tendente a meglio studiare le cause di variazioni anomale dell'ampiezza del cono d'ombra, le eclissi vengono annoverate fra i campi di ricerca classica degli astrofili.
Si tratta perciò di un tipo di eclissi molto seguita dai dilettanti, massimamente per il fatto di poter effettuare riprese fotografiche o con videocamera di una Luna con aspetto e colorazioni non ordinarie. 
Una più interessante osservazione scientifica, che potrebbe essere svolta dagli astrofili, consiste nell'osservare le occultazioni di stelle deboli, se non addirittura di pianeti e asteroidi, altrimenti impossibili a causa dell'enorme divario luminoso.

### Perché si vede sempre oscurare prima di nero e poi di rosso?
Per l'occhio umano la Luna, quando incomincia a eclissarsi appare colorarsi di nero, ma in realtà si colora da subito di rosso scuro, ma non si riesce direttamente a vederlo perché la parte ancora illuminata riflette la luce verso di noi, tant'è che il bagliore ci impedisce di vedere direttamente la colorazione rossastra, che comincerà a mostrarsi progressivamente man mano che il bagliore scompare per l'oscuramento; viceversa verso la fine dell'eclissi. Stesso discorso per gli apparecchi elettronici: le fotocamere sono sensibili alla luce e tendono a rendere nitida l'immagine più luminosa, per questo nei video sembra che la Luna si "accenda" di rosso soltanto una volta oscurata.

## Eclissi lunare parziale
Un'eclissi lunare parziale si verifica quando la Luna non è abbastanza vicina all'eclittica da poter transitare per l'intera ombra terrestre, quindi viene occultata solo in parte mostrando un profilo falcato. È di minore interesse scientifico rispetto alle totali.
Fra le più recenti eclissi lunari parziali, visibili anche dall'Italia, si ricorda quella del 7 settembre 2006 (con magnitudo del 18,3%) durante la quale fu possibile osservare solo l'uscita dall'ombra dopo che la Luna sorse; la successiva, anch'essa visibile dall'Italia, si verificò nella notte fra il 16 e il 17 agosto 2008 presentando una magnitudo dell'80,6%; ancora più recente è quella del 31 dicembre 2009, praticamente un'eclissi totale di penombra con solo una breve fase di eclissi parziale d'ombra (solo il 7,6% del diametro lunare ne è stato interessato).

## Eclissi lunare penombrale
Un'eclissi lunare penombrale si verifica quando la Luna transita solo ed esclusivamente per la penombra della Terra, senza essere occultata dall'ombra: il fenomeno si mostra poco appariscente. Potrebbe essere visibile una piccolissima parte dell'ombra, ma solo se la Luna transita completamente all'interno della penombra: in questo caso, l'eclissi penombrale è totale; se invece ne viene oscurata solo una parte, l'eclissi penombrale è parziale. Come per le eclissi d'ombra esiste ugualmente una grandezza (magnitudo) penombrale.
L'ultima eclissi penombrale totale ha avuto luogo il 9 febbraio 2009 e fu l'ultima eclissi penombrale totale di questi anni; da quella data tutte le successive saranno parziali fino al 20 febbraio 2027, quando ce ne sarà un'altra totale di penombra, visibile dall'Italia.
L'ultima eclissi penombrale parziale ebbe luogo il 7 luglio 2009, ma non fu visibile dall'Italia.

## Gli effetti e la durata delle eclissi lunari
Durante le eclissi totali la Luna non cessa del tutto di ricevere luce; la luce solare che attraversa l'atmosfera terrestre, viene principalmente deviata per rifrazione e raggiunge il satellite conferendo a esso una colorazione che è stata osservata mutevole nel corso di una stessa eclissi: essa va dal rosso cupo rameico fino al rosso arancione passando per altre tonalità fra le quali il bruno e l'azzurro - verde scuro. Questi colori che si vedono provenire dalla Luna sono dovuti anche alla particolare zona terrestre che riflette i raggi e che potrebbe essere ricca di acque (oceani) e di foreste, con conseguente cromatismo dominante.
La durata delle eclissi totali di Luna può raggiungere i 100 minuti. La Luna attraversa il cono d'ombra con una velocità, quella del moto di rivoluzione lunare, circa due volte maggiore rispetto a quella di rotazione terrestre, che determina la durata delle eclissi solari in un dato luogo.

## Galleria d'immagini

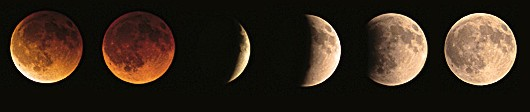
Le fasi di un'eclissi di Luna (fotocomposizione)
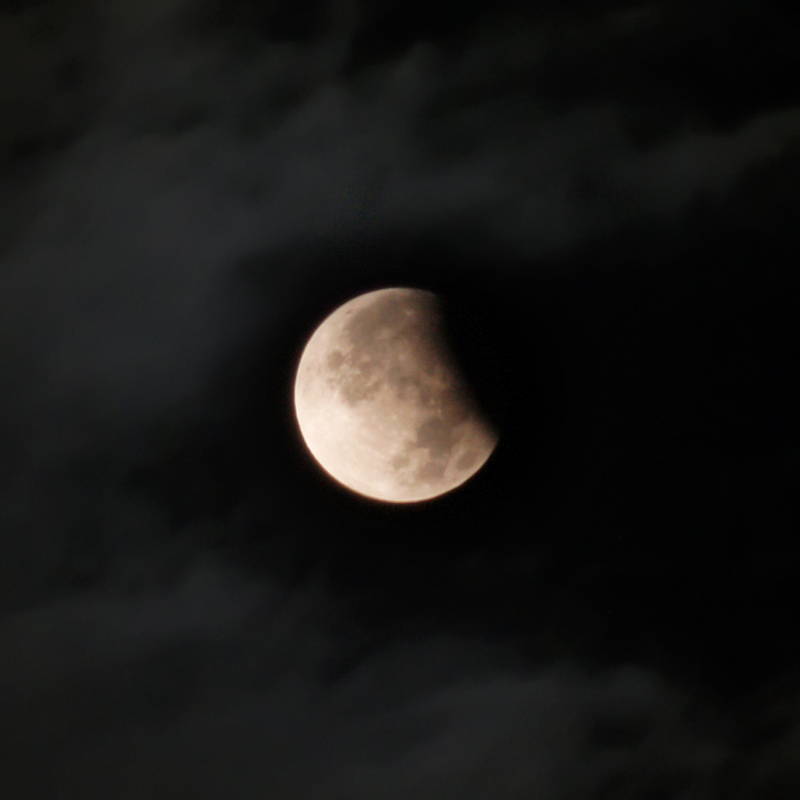
Eclissi lunare parziale del 7-9-2006
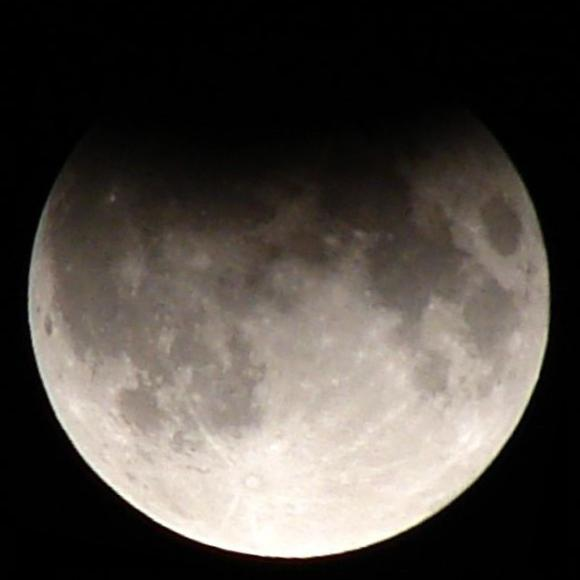
Eclissi lunare parziale del 7-9-2006
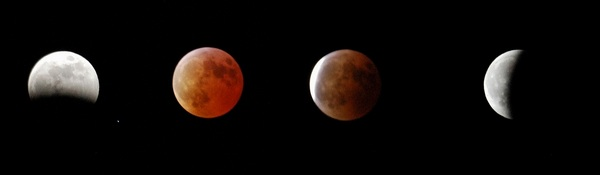
Fasi dell'eclissi del 3-3-2007
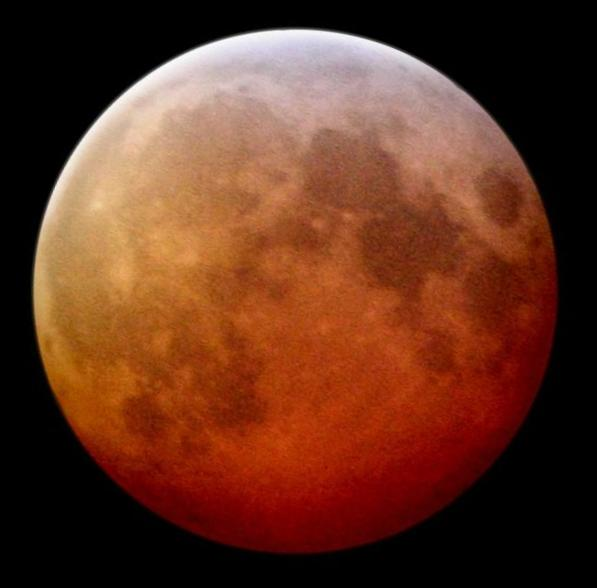
Eclissi lunare totale del 3-3-2007
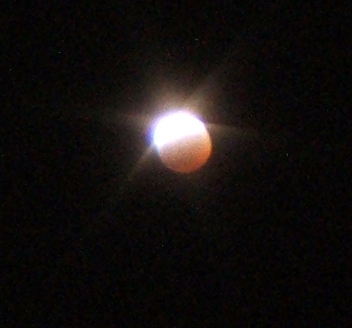
Ultimo quarto dell'eclissi del 3-3-2007 vista dalla Puglia
Animazione dell'eclissi del 3-3-2007
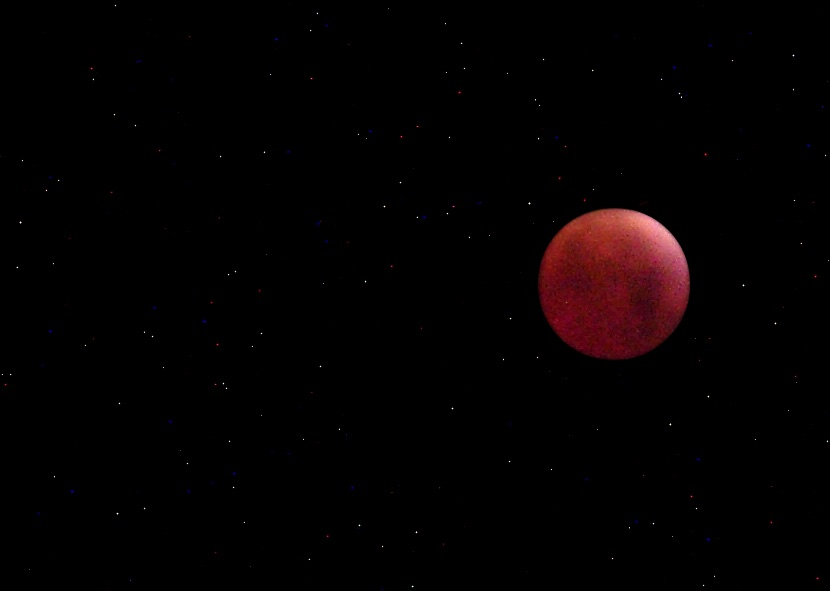
Monze, Zambia 3-3-2007
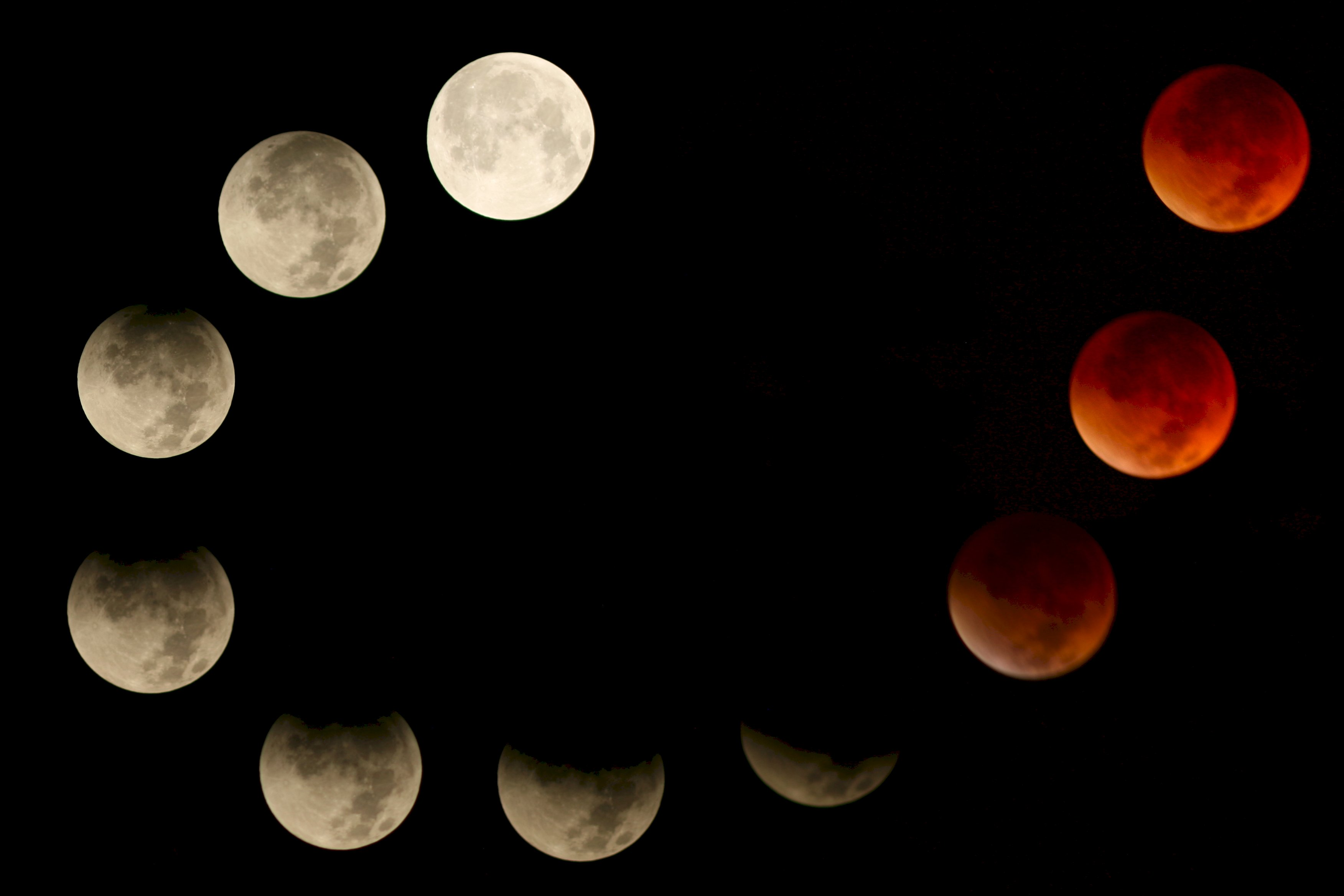
Eclissi lunare totale del 28-8-2007 (fotocomposizione)
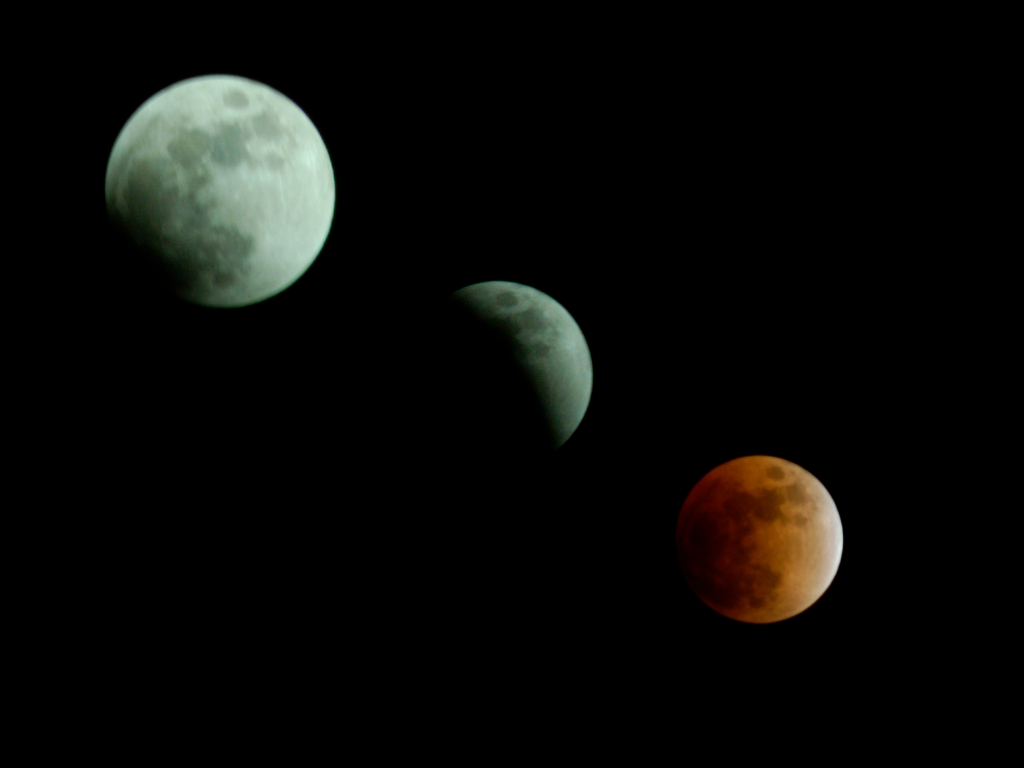
Eclissi lunare totale del 21-2-2008
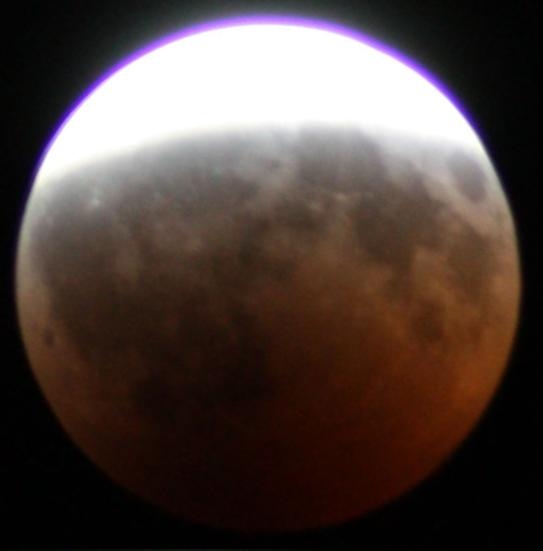
Eclissi lunare parziale del 16-8-2008
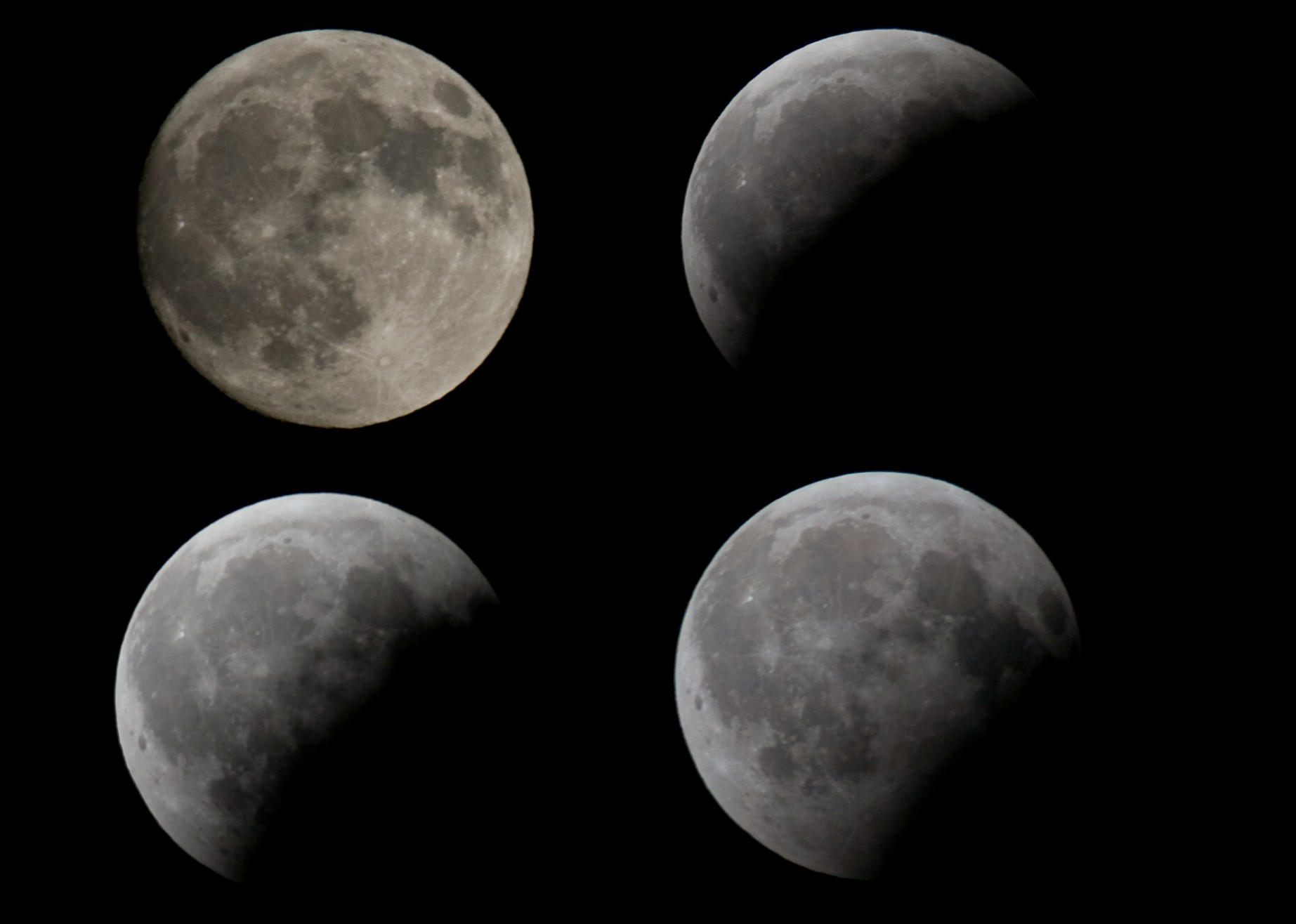
Fotocomposizione dell'eclissi del 16-8-2008
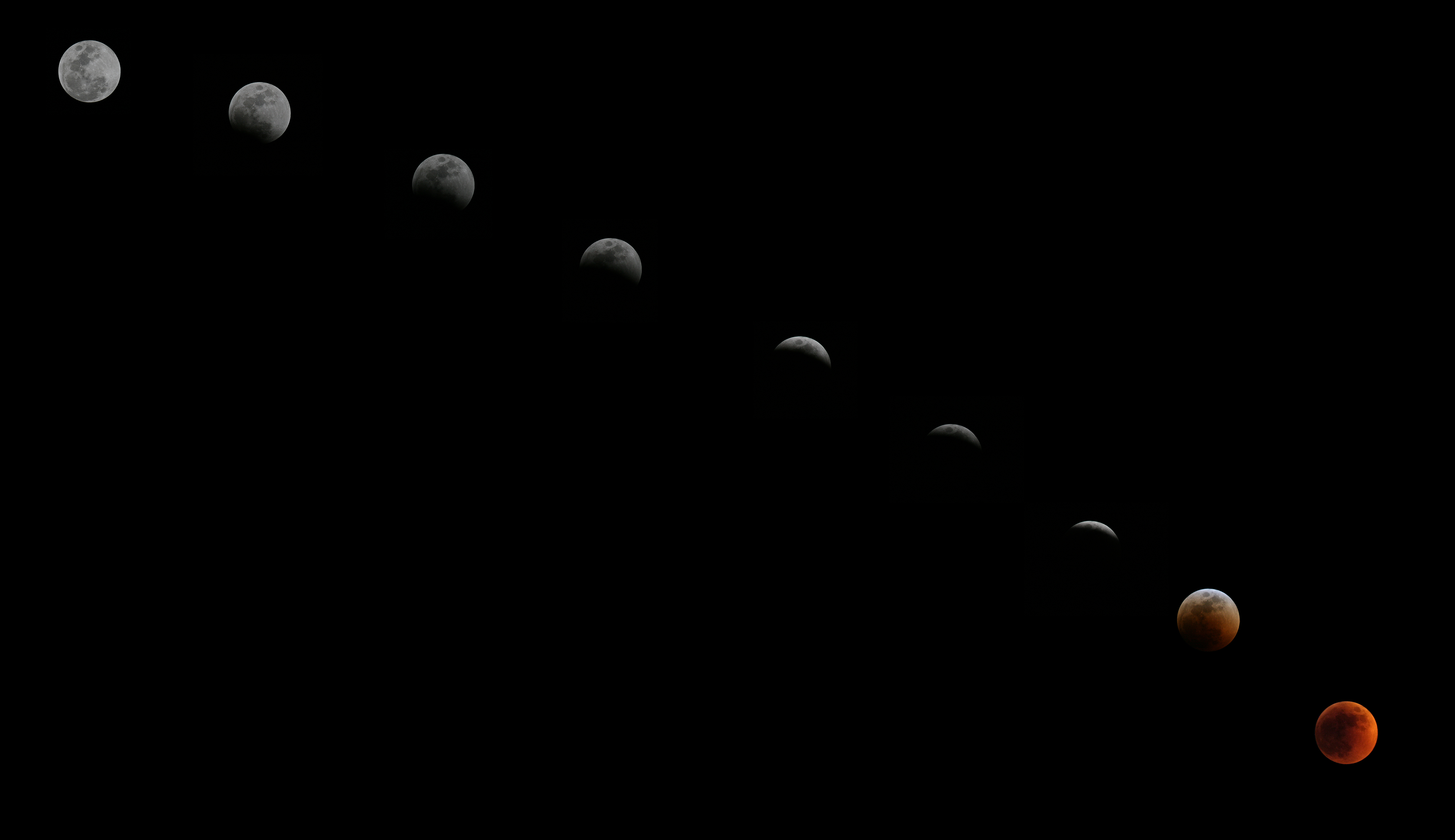
Fotocomposizione dell'eclissi lunare totale del 15-6-2011
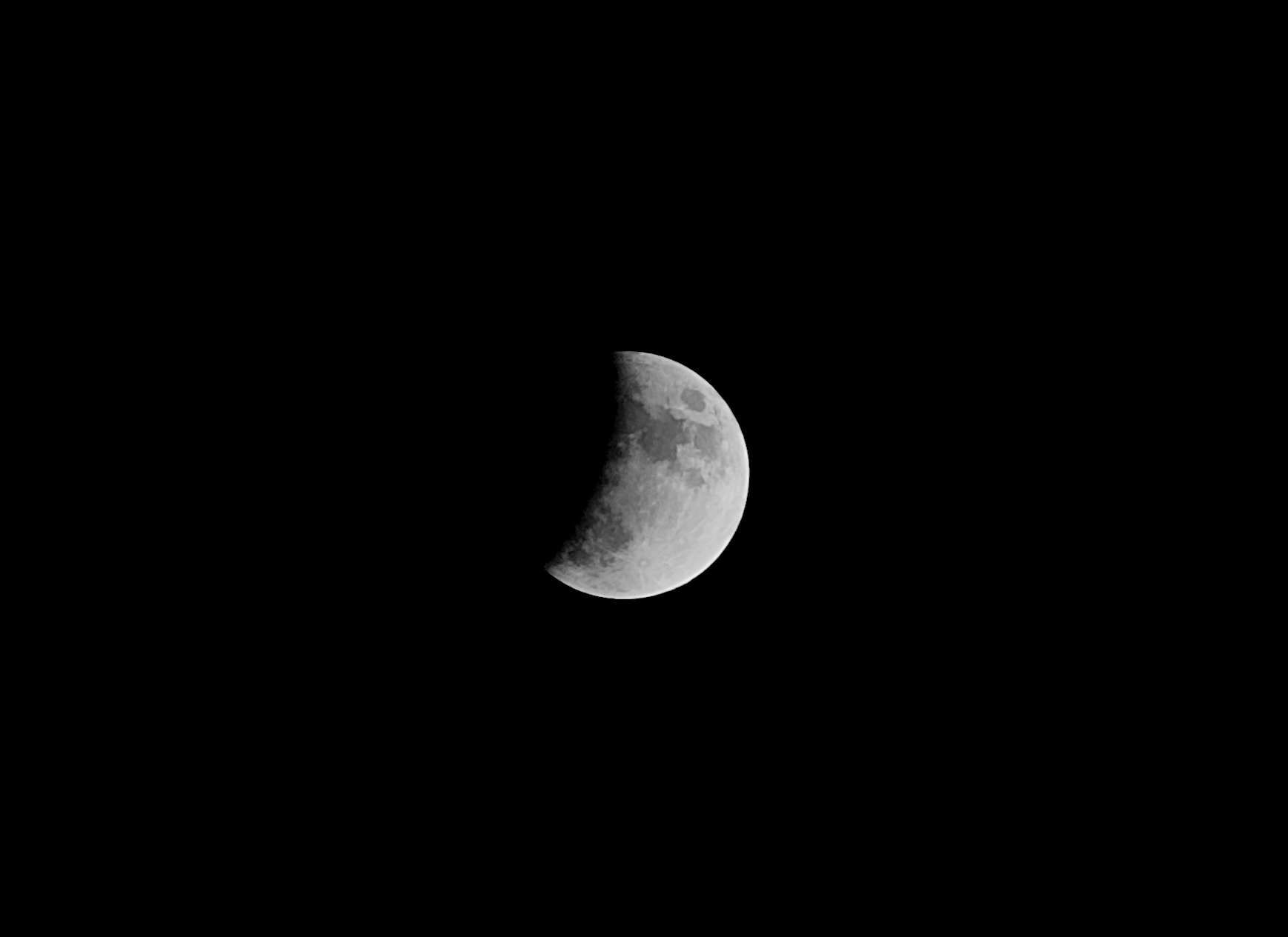
Eclissi lunare del 16 luglio 2019

## Eclissi lunari dal 2025 al 2030
Nota: l'indicazione non visibile tra parentesi, indica che l'eclissi lunare non sarà visibile dall'Italia.
(Gli istanti sono espressi in tempo UTC):
| Data             | Ingresso cono penombra | Ingresso cono ombra | Inizio totalità | Massima oscurazione e Tipo di eclissi  | Fine totalità | Uscita cono ombra | Uscita cono penombra | Magnitudo |
| 7 settembre 2025 |                        |                     |                 | 18:12/totale                           |               |                   |                      |           |
| 3 marzo 2026     |                        |                     |                 | 11:34/totale (non visibile)            |               |                   |                      |           |
| 28 agosto 2026   |                        |                     | -               | 04:13/parziale                         | -             |                   |                      |           |
| 20 febbraio 2027 |                        | -                   | -               | 23:13/penombra-totale                  | -             | -                 |                      |           |
| 17 agosto 2027   |                        |                     | -               | 07:14/penombra-parziale (non visibile) | -             |                   |                      |           |
| 12 gennaio 2028  |                        | -                   | -               | 04:13/penombra-totale                  | -             | -                 |                      |           |
| 6 luglio 2028    |                        |                     | -               | 18:20/parziale                         | -             |                   |                      |           |
| 31 dicembre 2028 |                        |                     |                 | 16:52/totale (visibile in Italia)      |               |                   |                      |           |
| 26 giugno 2029   |                        |                     |                 | 03:23/totale                           |               |                   |                      |           |
| 20 dicembre 2029 |                        |                     |                 | 22:42/totale                           |               |                   |                      |           |
| 15 giugno 2030   |                        |                     | -               | 18:33/parziale                         | -             |                   |                      |           |
| 9 dicembre 2030  |                        | -                   | -               | 22:28/penombra-parziale                | -             | -                 |                      |           |